# Óscar de Marcos
Óscar de Marcos Arana (tiếng Basque: [os̺kar de maɾkos̺ aɾana]; tiếng Tây Ban Nha: [ˈoskaɾ ðe ˈmaɾkos aˈɾana]; sinh ngày 14 tháng 4 năm 1989) là một cầu thủ bóng đá chuyên nghiệp Tây Ban Nha đang chơi cho Athletic Bilbao thường ở vị trí tiền vệ nhưng cũng chơi ở vị trí hậu vệ biên (phải hoặc trái).

## Sự nghiệp câu lạc bộ

### Alavés
Sinh ở Laguardia, Álava, de Marcos đã có trận ra mắt thi đấu chuyên nghiệp cho Deportivo Alavés gần đó. Anh xuất hiện lần đầu ở giải hạng hai trong trận đấu trên sân nhà với CD Tenerife vào ngày 21 tháng 12 năm 2008, vào sân muộn dự bị trong trận thua 1– 2.
De Marcos cuối cùng đã chơi 20 trận với đội một, khi họ tụt xuống một bậc ở cuối mùa. Anh ấy bắt đầu sự nghiệp của mình với tư cách là một tiền đạo.

### Athletic Bilbao
Vào tháng 7 năm 2009, de Marcos tiến thẳng vào La Liga, ký hợp đồng 4 năm với Athletic Bilbao với giá khoảng 350.000 €. Anh có trận ra mắt câu lạc bộ vào ngày 6 tháng 8 trong chiến thắng 2-1 trước BSC Young Boys trong UEFA Europa League (chung cuộc hợp 2–2, chiến thắng trên quy tắc bàn thắng sân khách), như một người mới bắt đầu; mười ngày sau anh ghi bàn đi đấu với FC Barcelona trong trận Siêu cúp bóng đá Tây Ban Nha 2009, khi xứ Basques thua với tỷ số 1–2 trên sân nhà và thua chung cuộc 1–5.

## Danh hiệu
Athletic Bilbao
- Copa del Rey: 2023–24[7]
- Supercopa de España: 2015,[8] 2020–21[9]
- UEFA Europa League á quân: 2011–12[10]